# 陈叔英
陈叔英（6世纪553年后—7世纪），字子烈，南陈高宗宣帝陈顼第三子，母曹淑华，封豫章王。

## 生平
史书说他“少宽厚仁爱”。陈文帝天嘉元年（560年）封为建安侯。宣帝太建元年（569年）改封豫章王，仍为宣惠将军、都督东扬州诸军事、东扬州刺史，由長史蔡景歷代理治州，以王固為諮議參軍。五年（573年）进号平北将军、南豫州刺史。十一年（579年）为镇前将军、江州刺史。陈后主即位后，进号征南将军，不久加开府仪同三司、中卫大将军，馀并如故（有長史蕭允）。
至德四年（586年），进号骠骑大将军。祯明元年（587年），后主赐“鼓吹一部，班剑十人”。同年迁司空。三年（589年），隋军渡过长江，后主令陈叔英统领石头城的军戍事务。不久又令他入屯朝堂。陈军被隋军彻底击败，无奈之下投降于隋将韩擒虎。同年被迫入关。隋炀帝大业中为涪陵太守。

## 子女
- 长子陈弘，陈后主至德元年（583年），拜为豫章国世子。
- 子陳徽[2]。

## 资料来源
- 《陈书·列传第二十二》

1. ↑  《陳書·袁憲傳》：三年，遷御史中丞，領羽林監。時豫章王叔英不奉法度，逼取人馬，憲依事劾奏，叔英由是坐免黜，自是朝野皆嚴憚焉。
2. ↑  《元和姓纂》卷三